# Hey There Delilah
Hey There Delilah är en låt av den amerikanska indiepopgruppen Plain White T's som släpptes i maj 2006. Den var då den tredje singeln från albumet All That We Needed. Den fick mycket radioutrymme kommande år och nådde en första plats på Billboard Hot 100 i juli 2007. Låten handlar om den amerikanska medeldistanslöparen Delilah DiCrescenzo.